# Maria Velho da Costa
Maria de Fátima de Bivar Velho da Costa GOIH • GOL (Lisboa, 26 de junho de 1938 – Lisboa, 23 de maio de 2020) foi uma escritora portuguesa.

## Biografia
Maria Velho da Costa nasceu a 26 de junho de 1938 em Lisboa, filha natural legitimada pelo subsequente casamento de seus pais, Afonso Jaime de Bivar Moreira de Brito Velho da Costa  e sua segunda mulher Julieta Vaz Monteiro da Assunção. O pai, oficial de Infantaria, promovido a coronel em 1955, tornou-se membro do corpo de censores à imprensa na comissão de censura de Lisboa em 1958. 
Licenciou-se em Filologia Germânica pela Faculdade de Letras da Universidade de Lisboa, foi professora no ensino secundário e presidente da Associação Portuguesa de Escritores. Tem o Curso de Grupo-Análise da Sociedade Portuguesa de Neurologia e Psiquiatria. Foi membro da Direcção e Presidente da Associação Portuguesa de Escritores, de 1973 a 1978. Foi leitora do Departamento de Português e Brasileiro do King's College - Universidade de Londres, entre 1980 e 1987.
Foi incumbida pelo Estado Português de funções de carácter cultural: foi Adjunta do Secretário de Estado da Cultura em 1979 e Adida Cultural em Cabo Verde de 1988 a 1990. Adicionalmente, desempenhou funções na Comissão Nacional para as Comemorações dos Descobrimentos Portugueses e trabalhou ainda no Instituto Camões.
Teve, desde 1975, colaboração regular em argumentos cinematográficos, nomeadamente em películas de João César Monteiro, Margarida Gil e Alberto Seixas Santos.
Consagrada, já em 1969, com o romance Maina Mendes, tornou-se mais conhecida depois da polémica em torno das Novas Cartas Portuguesas (1972), obra em que se manifesta uma aberta oposição aos valores femininos tradicionais. Esta publicação claramente antifascista e altamente provocatória para o regime, levou as suas três autoras a tribunal, tendo o 25 de Abril interrompido as sanções a que estavam sujeitas as denominadas Três Marias: Maria Velho da Costa, Maria Teresa Horta e Maria Isabel Barreno. 
Às teses de reivindicação feminina já enunciadas em Novas Cartas Portuguesas, acrescenta-se, na sua obra, um inconformismo quanto aos cânones narrativos. Inconformismo esse que se pode verificar também na sua obra de ensaio.
Foi casada com o sociólogo Adérito Sedas Nunes.
Morreu no dia 23 de maio de 2020 em Lisboa, aos 81 anos. 
Encontra-se sepultada no Cemitério dos Olivais.

## Prémios e Reconhecimento
Foi premiada com:
- Prémio Vergílio Ferreira, da Universidade de Évora, em 1997, pelo conjunto da sua obra
- Prémio Camões, em 2002
- Prémio Correntes de Escritas, em 2008, pelo seu romance Myra
- Grande Prémio de Literatura dst, em 2010, por Myra

Recebeu do Estado Português as condecorações: 
- Grande-Oficial da Ordem do Infante D. Henrique de Portugal (9 de junho de 2003)
- Grande-Oficial da Ordem da Liberdade de Portugal (25 de abril de 2011)

Em 2020, a SPA (Sociedade Portuguesa de Autores) criou em sua homenagem o Prémio de Literatura Maria Velho Costa, com o qual premiou no mesmo ano a autora Teresa Noronha, pelo seu livro Tornado.

## Obras publicadas
Entre as suas obras encontram-se: 
- O Lugar Comum (1966)
- Maina Mendes (1969)
- Ensino Primário e Ideologia (1972)
- Novas Cartas Portuguesas - com Maria Teresa Horta e Maria Isabel Barreno (1972)
- Desescrita (1973)
- Cravo (1976)
- Revolução e Mulheres - com Lisa Chaves Ferreira (1976)[9]
- Português; Trabalhador; Doente Mental (1977)
- Casas Pardas (1977)
- Da Rosa Fixa (1978)
- Corpo Verde (1979)
- Lucialima (1983)
- O Mapa Cor de Rosa: Cartas de Londres (1984)
- Missa in Albis (1988)
- Das Áfricas — com José Afonso Furtado (1991)
- Dores — contos, com Teresa Dias Coelho (1994)
- Irene ou o Contrato Social (2000)
- O Livro do Meio - com Armando Silva Carvalho (2006)
- Myra (2008)
- O Amante do Crato (2012)
- Da Rosa Fixa (2014)[10]

## Ligações Externas
- ENTREVISTA A MARIA VELHO DA COSTA (1977)
- Perfil: Maria Velho da Costa - Arquivo RTP
- Fialho Gouveia entrevista as escritoras Maria Teresa Horta, Maria Isabel Barreno e Maria Velho da Costa sobre o caso "Três Marias"
- O Teatro Também Se Lê: Sara Barros Leitão lê Revolução e Mulheres de Maria Velho da Costa
- Revolução e Mulheres | texto lido por Fernanda Lapa, Lucinda Loureiro, Maria João Luís, Cucha Carvalheiro, Marina Albuquerque, Marta Lapa e Luísa Ortigoso